# William Gualbert Saunders
William Gualbert Saunders (1837 – 1923) è stato un designer inglese.
Fu un designer di vetrate, fondatore della Saunders & Co. azienda specializzata nella produzione manifatturiera di vetrate. Stabilì la sua attività produttiva in Endell Street, Covent Garden, nel 1859, successivamente collaborò con molti dei più importanti designer di vetrate inglesi.

## La collaborazione con William Burges

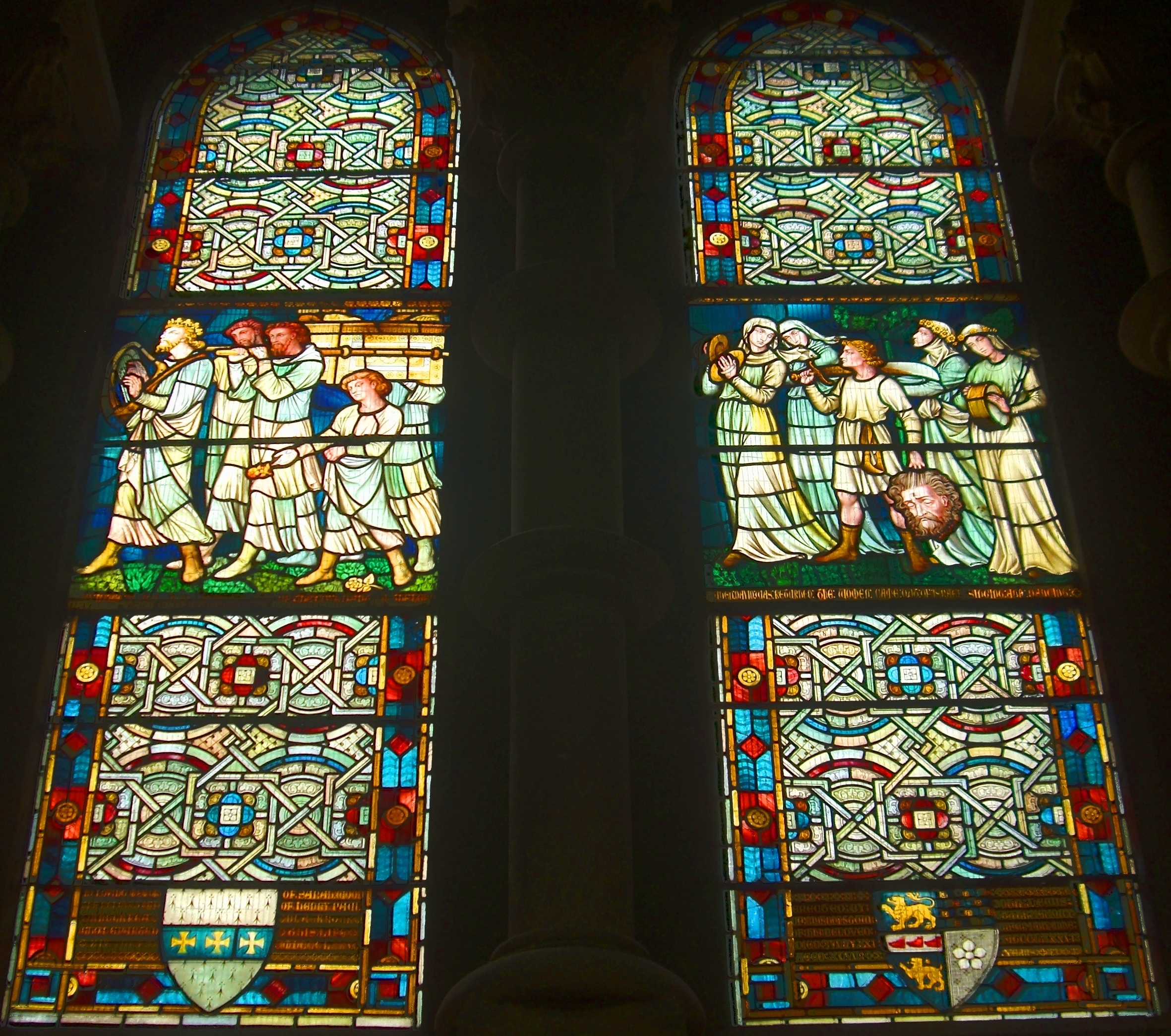
Finestra della cattedrale di San Finbarr

Nella sua attività, fu molto prolifica la duratura collaborazione con l'architetto William Burges, lavorando a molti delle sue commissioni più importanti, tra cui la Cattedrale di San Finbar, a Cork, il Castello di Cardiff, Castell Coch e le chiese nello Yorkshire progettate da Burges.
Gli studiosi David Lawrence e Ann Wilson ritengono che Bruges fosse particolarmente in debito nei confronti di Saunders: "la sua tecnica [ha dato] alle vetrate di Burges le loro caratteristiche più distintive, ovvero il loro color carne. Questo è unico, non ha né precedenti né imitatori." Lo studio di Lawrence e Wilson sulla storia di San Finbar, contiene dettagliati commenti sulle vetrate della cattedrale, di cui Lawrence scrive: "l'impatto creato da tutte queste splendenti e colorate immagini religiose è travolgente e inebriante. Entrate nella Cattedrale di San Finbar è un'esperienza senza pari in Irlanda e raramente eguagliata altrove."
Nel 1880, Saunders consegnò la sua compagnia al suo assistente William Worral e si ritirò all'estero, "apparentemente cessando ogni attività artistica, almeno in questo paese (anche se) visse per (altri) 40 anni."